# Kasteel van Peyrepertuse

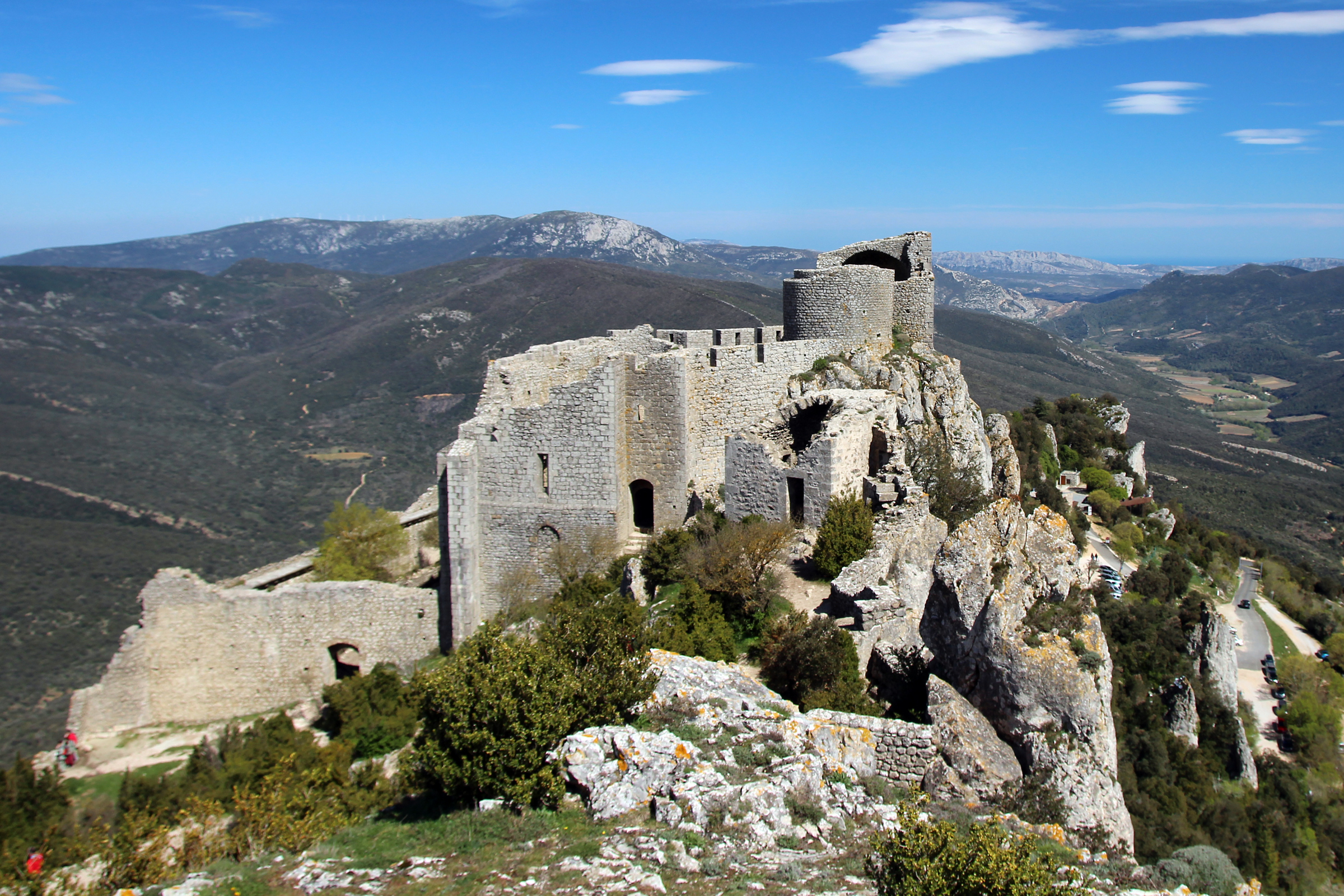
Kasteel van Peyrepertuse

Het Kasteel van Peyrepertuse (Frans: Château de Peyrepertuse) is een kasteel bij Duilhac-sous-Peyrepertuse in de streek Les Corbières in het departement Aude in de regio Occitanië in het zuiden van Frankrijk. Het wordt gezien als een van de burchten van de Katharen.